# الهند (هيرودوت)

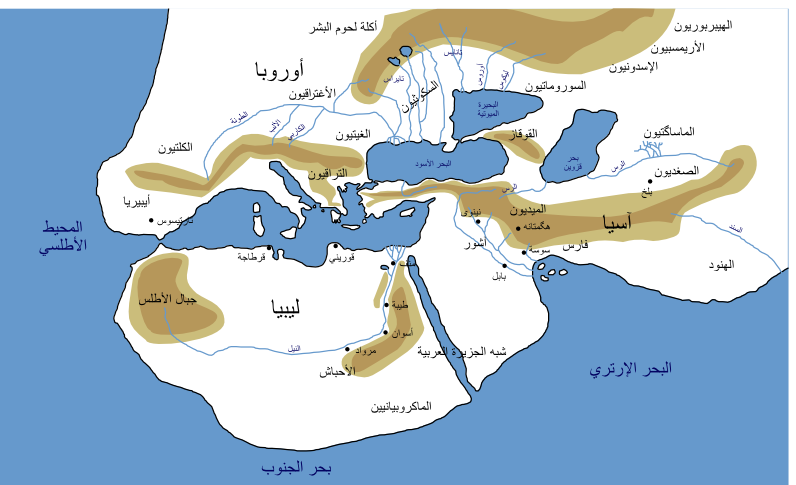
العالم المسكون حسب هيرودوت

في الجغرافيا اليونانية القديمة، كان حوض نهر السند (الذي يقابل بشكل أساسي أراضي باكستان الحديثة) على الطرف الشرقي الأقصى للعالم المعروف. يصف الجغرافي اليوناني هيرودوت (القرن الخامس قبل الميلاد) الهند بأنها «الأرض الهندية» ἡ Ἰνδική χώρη، بعد اسم هندوس، الاسم الفارسي القديم لنهر السند وما يرتبط به من ساتراب السند في الإمبراطورية الأخمينية. لقد غزا دارا الأول هذه الأراضي في عام 516 قبل الميلاد. كانت المستعمرات اليونانية في آسيا الصغرى (غرب تركيا) بالفعل جزء من الإمبراطورية الأخمينية منذ 546 قبل الميلاد، وبالتالي، اتصل اليونانيون والهنود ببعضهم البعض باعتبارهم رعايا للإمبراطورية.

## الخلفية
وفقا ل هيرودوت 4.44، فقد أبحر Scylax of Caryanda، مستكشف يوناني على طول نهر السند في خدمة الملك دارا. كتب هكتيوس الملطي، حوالي 500 قبل الميلاد، عن جغرافيا وشعوب الهند. كما كتب الطبيب اليوناني كتسياس عن الهند. لم تنج معظم هذه الأعمال في شكلها الأصلي ولكن بقاياها معروفة من خلال ما تناقله الكتاب اللاحقين. لم يُجبر اليونانيين الفرديين فحسب على الاستقرار في باختر (شمال أفغانستان)، ولكن أيضًا أُجبرت مجموعات كبيرة من اليونانيين الذين يجب أن يكون لديهم اتصال مطول مع الهنود. يعتقد أن رواية هيرودوت تستند إلى هذه الروايات.

## الوصف
لم يكن اليونانيين (أو الفرس) على دراية بجغرافية الهند (أو آسيا بشكل عام) شرق حوض السند. كان هيرودوت في 4.40 صريحًا حول كون الهند على الهامش الشرقي للعالم المسكون،
«فيما يتعلق بالهند، فإن آسيا هي أرض مأهولة، ولكن بعد ذلك، كل ما في الشرق خراب، ولا يمكن لأي شخص أن يقول أي نوع من الأراضي موجود هناك.» (عبر. AD Godley 1920)
لكنه كان يعلم أن الهنود (الهندوان) يعيشون خارج إقليم هندوس الفارسي (3.101):
«هؤلاء الهنود يسكنون بعيدًا عن الفرس جنوبًا، ولم يكونوا رعايا للملك دارا». (عبر. AD Godley 1920)
في الكتاب 3 (3.89-97)، يورد هيرودوت بعض الروايات عن شعوب الهند، فقد وصفهم بأنها متنوعين للغاية، وأشار إلى عاداتهم الغذائية، فبعضهم يأكل السمك النيء، وآخرون يأكلون اللحم النيء، والبعض من النباتيين. كما ذكر أيضًا لون بشرتهم الداكن.
«إن قبائل الهنود عديدة، ولا يتحدثون جميعًا نفس اللغة — فبعضهم قبائل متجوّلة والبعض الآخر لا. يعيش الساكنون في الأهوار على طول النهر على الأسماك النيئة، التي يأخذونها في قوارب مصنوعة من القصب، كل منها يتكون من مفصل واحد. يرتدي هؤلاء الهنود ثوبًا من البردي، يقطعونه في النهر ويكذبونه؛ بعد ذلك ينسجونه على شكل الحصير، ويرتدونه كما نرتدي صفيحة الثدي. ومن شرق هؤلاء الهنود قبيلة أخرى، تدعى Padaei، وهم هائمون ويعيشون على لحم نيء. [...] هناك مجموعة أخرى من الهنود تختلف عاداتهم كثيرًا. إنهم يرفضون قتل أي حيوان حي، ولا يزرعون أي ذرة، وليس لديهم منازل. الخضروات هي طعامهم الوحيد. [...] جميع القبائل التي ذكرتها تعيش معًا مثل الحيوانات المتوحشة: ولديها أيضًا نفس لون الجلد الذي يشبه ما عند الإثيوبيين. [...] إلى جانب هؤلاء، هناك هنود من قبيلة أخرى، تحدهم مدينة كاسباتيروس، وبلد باختريا؛ يسكن هؤلاء الأشخاص شمالًا من جميع الهنود الآخرين، ويتبعون نفس نمط الحياة تقريبًا الذي يتبعه أهل باختر. إنهم أكثر حروبًا من أي قبائل أخرى، ومنهم الذين يتم إرسالهم لشراء الذهب. لوقوع الصحراء الرملية في هذا الجزء من الهند. هنا، في هذه الصحراء، يعيش النمل الرملي العظيم، في حجم أقل إلى حد ما من الكلاب، ولكن أكبر من الثعالب. [...]»(ترجمة رولينسون)
في 3.38، ذكر هيرودوت قبيلة كالاتيا الهندية لممارستها أكل لحوم البشر الجنائزية. وفي مثال مذهل على النسبية الثقافية، يشير إلى أن هذا الشعب يشعر بالفزع من فكرة قيام اليونانيين بممارسة حرق الجثث كما يفعل اليونانيون في أكل آبائهم القتلى. وفي الكتاب 7 (7.65، 70، 86، 187) وفي 8.113 يصف هيرودوت المشاة والفرسان الهنود العاملين في جيش خشايارشا الأول.
وفقط بعد فتوحات الإسكندر الأكبر وظهور الممالك الهندية اليونانية اكتسب العالم المتوسطي بعض المعرفة المباشرة عن المنطقة (على العكس من ذلك، أصبح الهنود أيضًا على دراية بوجود اليونانيين خلال هذه الفترة، وأطلقوا عليهم اسم ياوانا بالسنسكريتية). وبحلول القرن الثالث قبل الميلاد، اعترف إراتوستينس بأن «الهند» تنتهي في شبه جزيرة (مما يعكس أول فهم لجغرافيا شبه القارة الهندية) بدلًا من وضعها بشكل عام في الطرف الشرقي الأقصى لـ«آسيا». كان إراتوستينس أيضًا أول مؤلف يوناني يفترض وجود جزيرة تابروباني في أقصى جنوب الهند، والذي صار لاحقًا اسمًا لسريلانكا. لم تصبح المعرفة الأوروبية بجغرافيا الهند أفضل بكثير حتى نهاية العصور القديمة، وبقيت في هذه المرحلة طوال العصور الوسطى، وأصبحت أكثر تفصيلًا فقط مع بداية عصر الشراع في القرن الخامس عشر.